# Liste der Nummer-eins-Hits in Neuseeland (2022)
Dies ist eine Liste der Nummer-eins-Hits in Neuseeland im Jahr 2022. Sie basiert auf den offiziellen Single- und Album-Top-40, die im Auftrag von Recorded Music NZ, dem neuseeländischen Vertreter der IFPI, ermittelt werden.

## Singles
| ← 2021 ← | Liste der Nummer-eins-Hits in Neuseeland | Liste der Nummer-eins-Hits in Neuseeland | Liste der Nummer-eins-Hits in Neuseeland | 2023 →                    |
| \| Zeitraum \| Wo. ges. \| Interpret \| Titel Autor(en) \| Zusätzliche Informationen \| \| (Zeitraum, Wochen auf Platz eins, Interpret, Titel, Autor[en], zusätzliche Informationen) \| \| \| \| \| \| ----------------------------------------------------------------------------------------- \| -------- \| -------------------------- \| --------------------------------------------------------------------------------------------------------------------------------------------------------------------------------------------------------------------------------------------------------- \| ------------------------- \| \| 20. Dezember 2021 – 2. Januar 2022 2 Wochen (insgesamt 9) \| 9 \| Elton John & Dua Lipa \| Cold Heart (Pnau Remix) Dean John Meredith, Andrew John Meecham, Elton John, Bernard John P. Taupin, Nicholas George Littlemore, Peter Bruce Mayes, Samuel David Littlemore \| – \| \| 3. Januar 2022 – 9. Januar 2022 1 Woche (insgesamt 4) \| 4 \| Mariah Carey \| All I Want for Christmas Is You Walter N. Afanasieff, Mariah Carey \| – \| \| 10. Januar 2022 – 16. Januar 2022 1 Woche (insgesamt 9) \| 9 \| Elton John & Dua Lipa \| Cold Heart (Pnau Remix) Dean John Meredith, Andrew John Meecham, Elton John, Bernard John P. Taupin, Nicholas George Littlemore, Peter Bruce Mayes, Samuel David Littlemore \| – \| \| 17. Januar 2022 – 20. März 2022 9 Wochen \| 9 \| Luude feat. Colin Hay \| Down Under Colin James Hay, Ronald Graham Strykert \| – \| \| 21. März 2022 – 10. April 2022 3 Wochen (insgesamt 9) \| 9 \| Elton John & Dua Lipa \| Cold Heart (Pnau Remix) Dean John Meredith, Andrew John Meecham, Elton John, Bernard John P. Taupin, Nicholas George Littlemore, Peter Bruce Mayes, Samuel David Littlemore \| – \| \| 11. April 2022 – 17. April 2022 1 Woche (insgesamt 3) \| 3 \| Harry Styles \| As It Was Harry Edward Styles, Thomas Edward Percy Hull, Tyler Sam Johnson \| – \| \| 18. April 2022 – 29. Mai 2022 6 Wochen \| 6 \| Jack Harlow \| First Class Douglas Ford, William Adams, Christopher Brian Bridges, Rogét Lufti Chahayed, Stacy Ferguson, Micaiah Abdul Raheem, Jackman Thomas Harlow, Jasper Lee Harris, Jamal Fincher Jones, José Angel Velazquez, Nickie Jon Pabón, Elvis Williams Jr. \| – \| \| 30. Mai 2022 – 12. Juni 2022 2 Wochen (insgesamt 3) \| 3 \| Harry Styles \| As It Was Harry Edward Styles, Thomas Edward Percy Hull, Tyler Sam Johnson \| – \| \| 13. Juni 2022 – 26. Juni 2022 2 Wochen \| 2 \| Kate Bush \| Running Up That Hill (A Deal with God) Kate Bush \| – \| \| 27. Juni 2022 – 31. Juli 2022 5 Wochen \| 5 \| Joji \| Glimpse of Us George Kusunoki Miller, Connor Patrick McDonough, Riley Thomas McDonough, Joel Castillo, Alexis Idarose Kesselman \| – \| \| 1. August 2022 – 14. August 2022 2 Wochen \| 2 \| Central Cee \| Doja Oakley Neil H. Caesar-Su, Andre Romell Young, Michael A. Elizondo Jr., Jacob Daniel Jones, Eve Jihan Jeffers, Taras Slusarenko, Scott Spencer Storch \| – \| \| 15. August 2022 – 28. August 2022 2 Wochen \| 2 \| OneRepublic \| I Ain’t Worried Björn Daniel Arne Yttling, Peter Andreas Morén, John Thomas Daniel Eriksson, Ryan Benjamin Tedder, Brent Michael Kutzle, Tyler Thomas Spry \| – \| \| 29. August 2022 – 2. Oktober 2022 5 Wochen \| 5 \| Nicki Minaj \| Super Freaky Girl Aaron Joseph Aguilar, Lukasz Gottwald, Gamal Kosh Lewis, Onika Tanya Maraj, Lauren Michelle Miller, Vaughn Richard Oliver, James Ambrose Johnson Jr., Alonzo H. Miller \| – \| \| 3. Oktober 2022 – 30. Oktober 2022 4 Wochen (insgesamt 9) \| 9 \| Sam Smith feat. Kim Petras \| Unholy Samuel Frederick Smith, Omer Fedi, James John Napier, Kim Petras, Ilya Salmanzadeh, Henry Russell Walter, Blake Slatkin \| – \| \| 31. Oktober 2022 – 13. November 2022 2 Wochen \| 2 \| Taylor Swift \| Anti-Hero Taylor Alison Swift, Jack Michael Antonoff \| – \| \| 14. November 2022 – 18. Dezember 2022 5 Wochen (insgesamt 9) \| 9 \| Sam Smith feat. Kim Petras \| Unholy Samuel Frederick Smith, Omer Fedi, James John Napier, Kim Petras, Ilya Salmanzadeh, Henry Russell Walter, Blake Slatkin \| – \| \| 19. Dezember 2022 – 1. Januar 2023 2 Wochen (insgesamt 4) \| 4 \| SZA \| Kill Bill Carter Lang, Rob Bisel, Solána Imani Rowe \| – \| |                                          |                                          | |                           |
| ← 2021 |                                          |                                          | | → 2023 →                  |
| Zeitraum | Wo. ges.                                 | Interpret                                | Titel Autor(en) | Zusätzliche Informationen |
| (Zeitraum, Wochen auf Platz eins, Interpret, Titel, Autor[en], zusätzliche Informationen) |                                          |                                          | |                           |
| 20. Dezember 2021 – 2. Januar 2022 2 Wochen (insgesamt 9) | 9                                        | Elton John & Dua Lipa                    | Cold Heart (Pnau Remix) Dean John Meredith, Andrew John Meecham, Elton John, Bernard John P. Taupin, Nicholas George Littlemore, Peter Bruce Mayes, Samuel David Littlemore                                                                               | –                         |
| 3. Januar 2022 – 9. Januar 2022 1 Woche (insgesamt 4) | 4                                        | Mariah Carey                             | All I Want for Christmas Is You Walter N. Afanasieff, Mariah Carey | –                         |
| 10. Januar 2022 – 16. Januar 2022 1 Woche (insgesamt 9) | 9                                        | Elton John & Dua Lipa                    | Cold Heart (Pnau Remix) Dean John Meredith, Andrew John Meecham, Elton John, Bernard John P. Taupin, Nicholas George Littlemore, Peter Bruce Mayes, Samuel David Littlemore                                                                               | –                         |
| 17. Januar 2022 – 20. März 2022 9 Wochen | 9                                        | Luude feat. Colin Hay                    | Down Under Colin James Hay, Ronald Graham Strykert | –                         |
| 21. März 2022 – 10. April 2022 3 Wochen (insgesamt 9) | 9                                        | Elton John & Dua Lipa                    | Cold Heart (Pnau Remix) Dean John Meredith, Andrew John Meecham, Elton John, Bernard John P. Taupin, Nicholas George Littlemore, Peter Bruce Mayes, Samuel David Littlemore                                                                               | –                         |
| 11. April 2022 – 17. April 2022 1 Woche (insgesamt 3) | 3                                        | Harry Styles                             | As It Was Harry Edward Styles, Thomas Edward Percy Hull, Tyler Sam Johnson | –                         |
| 18. April 2022 – 29. Mai 2022 6 Wochen | 6                                        | Jack Harlow                              | First Class Douglas Ford, William Adams, Christopher Brian Bridges, Rogét Lufti Chahayed, Stacy Ferguson, Micaiah Abdul Raheem, Jackman Thomas Harlow, Jasper Lee Harris, Jamal Fincher Jones, José Angel Velazquez, Nickie Jon Pabón, Elvis Williams Jr. | –                         |
| 30. Mai 2022 – 12. Juni 2022 2 Wochen (insgesamt 3) | 3                                        | Harry Styles                             | As It Was Harry Edward Styles, Thomas Edward Percy Hull, Tyler Sam Johnson | –                         |
| 13. Juni 2022 – 26. Juni 2022 2 Wochen | 2                                        | Kate Bush                                | Running Up That Hill (A Deal with God) Kate Bush | –                         |
| 27. Juni 2022 – 31. Juli 2022 5 Wochen | 5                                        | Joji                                     | Glimpse of Us George Kusunoki Miller, Connor Patrick McDonough, Riley Thomas McDonough, Joel Castillo, Alexis Idarose Kesselman | –                         |
| 1. August 2022 – 14. August 2022 2 Wochen | 2                                        | Central Cee                              | Doja Oakley Neil H. Caesar-Su, Andre Romell Young, Michael A. Elizondo Jr., Jacob Daniel Jones, Eve Jihan Jeffers, Taras Slusarenko, Scott Spencer Storch                                                                                                 | –                         |
| 15. August 2022 – 28. August 2022 2 Wochen | 2                                        | OneRepublic                              | I Ain’t Worried Björn Daniel Arne Yttling, Peter Andreas Morén, John Thomas Daniel Eriksson, Ryan Benjamin Tedder, Brent Michael Kutzle, Tyler Thomas Spry                                                                                                | –                         |
| 29. August 2022 – 2. Oktober 2022 5 Wochen | 5                                        | Nicki Minaj                              | Super Freaky Girl Aaron Joseph Aguilar, Lukasz Gottwald, Gamal Kosh Lewis, Onika Tanya Maraj, Lauren Michelle Miller, Vaughn Richard Oliver, James Ambrose Johnson Jr., Alonzo H. Miller                                                                  | –                         |
| 3. Oktober 2022 – 30. Oktober 2022 4 Wochen (insgesamt 9) | 9                                        | Sam Smith feat. Kim Petras               | Unholy Samuel Frederick Smith, Omer Fedi, James John Napier, Kim Petras, Ilya Salmanzadeh, Henry Russell Walter, Blake Slatkin | –                         |
| 31. Oktober 2022 – 13. November 2022 2 Wochen | 2                                        | Taylor Swift                             | Anti-Hero Taylor Alison Swift, Jack Michael Antonoff | –                         |
| 14. November 2022 – 18. Dezember 2022 5 Wochen (insgesamt 9) | 9                                        | Sam Smith feat. Kim Petras               | Unholy Samuel Frederick Smith, Omer Fedi, James John Napier, Kim Petras, Ilya Salmanzadeh, Henry Russell Walter, Blake Slatkin | –                         |
| 19. Dezember 2022 – 1. Januar 2023 2 Wochen (insgesamt 4) | 4                                        | SZA                                      | Kill Bill Carter Lang, Rob Bisel, Solána Imani Rowe | –                         |

## Alben
| ← 2021 ← | Liste der Nummer-eins-Hits in Neuseeland | Liste der Nummer-eins-Hits in Neuseeland | Liste der Nummer-eins-Hits in Neuseeland     | 2023 →                    |
| \| Zeitraum \| Wo. ges. \| Interpret \| Titel \| Zusätzliche Informationen \| \| (Zeitraum, Wochen auf Platz eins, Interpret, Titel, zusätzliche Informationen) \| \| \| \| \| \| ------------------------------------------------------------------------------ \| -------- \| ---------------------- \| -------------------------------------------- \| ------------------------- \| \| 29. November 2021 – 16. Januar 2022 7 Wochen \| 7 \| Adele \| 30 \| – \| \| 17. Januar 2022 – 23. Januar 2022 1 Woche \| 1 \| The Weeknd \| Dawn FM \| – \| \| 24. Januar 2022 – 6. Februar 2022 2 Wochen \| 2 \| L.A.B. \| L.A.B. V \| – \| \| 7. Februar 2022 – 6. März 2022 4 Wochen \| 4 \| (Soundtrack) \| Encanto (Original Motion Picture Soundtrack) \| – \| \| 7. März 2022 – 13. März 2022 1 Woche \| 1 \| Don McGlashan \| Bright November Morning \| – \| \| 14. März 2022 – 20. März 2022 1 Woche (insgesamt 15) \| 15 \| Olivia Rodrigo \| Sour \| – \| \| 21. März 2022 – 27. März 2022 1 Woche \| 1 \| Rex Orange County \| Who Cares? \| – \| \| 28. März 2022 – 3. April 2022 1 Woche (insgesamt 4) \| 4 \| Doja Cat \| Planet Her \| – \| \| 4. April 2022 – 10. April 2022 1 Woche \| 1 \| Aldous Harding \| Warm Chris \| – \| \| 11. April 2022 – 17. April 2022 1 Woche \| 1 \| Red Hot Chili Peppers \| Unlimited Love \| – \| \| 18. April 2022 – 8. Mai 2022 3 Wochen (insgesamt 15) \| 15 \| Olivia Rodrigo \| Sour \| – \| \| 9. Mai 2022 – 15. Mai 2022 1 Woche \| 1 \| Future \| I Never Liked You \| – \| \| 16. Mai 2022 – 22. Mai 2022 1 Woche \| 1 \| Jack Harlow \| Come Home the Kids Miss You \| – \| \| 23. Mai 2022 – 29. Mai 2022 1 Woche \| 1 \| Kendrick Lamar \| Mr. Morale & the Big Steppers \| – \| \| 30. Mai 2022 – 19. Juni 2022 3 Wochen (insgesamt 8) \| 8 \| Harry Styles \| Harry’s House \| – \| \| 20. Juni 2022 – 26. Juni 2022 1 Woche \| 1 \| BTS \| Proof \| – \| \| 27. Juni 2022 – 3. Juli 2022 1 Woche \| 1 \| Drake \| Honestly, Nevermind \| – \| \| 4. Juli 2022 – 24. Juli 2022 3 Wochen (insgesamt 8) \| 8 \| Harry Styles \| Harry’s House \| – \| \| 25. Juli 2022 – 31. Juli 2022 1 Woche \| 1 \| Tami Neilson \| Kingmaker \| – \| \| 1. August 2022 – 7. August 2022 1 Woche (insgesamt 8) \| 8 \| Harry Styles \| Harry’s House \| – \| \| 8. August 2022 – 21. August 2022 2 Wochen \| 2 \| Beyoncé \| Renaissance \| – \| \| 22. August 2022 – 4. September 2022 2 Wochen (insgesamt 3) \| 3 \| The Weeknd \| The Highlights \| – \| \| 5. September 2022 – 11. September 2022 1 Woche \| 1 \| Muse \| Will of the People \| – \| \| 12. September 2022 – 18. September 2022 1 Woche \| 1 \| Yungblud \| Yungblud \| – \| \| 19. September 2022 – 25. September 2022 1 Woche \| 1 \| Marlon Williams \| My Boy \| – \| \| 26. September 2022 – 2. Oktober 2022 1 Woche \| 1 \| The Beths \| Expert in a Dying Field \| – \| \| 3. Oktober 2022 – 9. Oktober 2022 1 Woche (insgesamt 3) \| 3 \| The Weeknd \| The Highlights \| – \| \| 10. Oktober 2022 – 16. Oktober 2022 1 Woche \| 1 \| Avantdale Bowling Club \| Trees \| – \| \| 17. Oktober 2022 – 23. Oktober 2022 1 Woche \| 1 \| Six60 \| Castle St \| – \| \| 24. Oktober 2022 – 30. Oktober 2022 1 Woche \| 1 \| Red Hot Chili Peppers \| Return of the Dream Canteen \| – \| \| 31. Oktober 2022 – 11. Dezember 2022 6 Wochen (insgesamt 8) \| 8 \| Taylor Swift \| Midnights \| – \| \| 12. Dezember 2022 – 18. Dezember 2022 1 Woche \| 1 \| Metro Boomin \| Heroes & Villains \| – \| \| 19. Dezember 2022 – 1. Januar 2023 2 Wochen (insgesamt 14) \| 14 \| SZA \| SOS \| – \| |                                          |                                          |                                              |                           |
| ← 2021 |                                          |                                          |                                              | → 2023 →                  |
| Zeitraum | Wo. ges.                                 | Interpret                                | Titel                                        | Zusätzliche Informationen |
| (Zeitraum, Wochen auf Platz eins, Interpret, Titel, zusätzliche Informationen) |                                          |                                          |                                              |                           |
| 29. November 2021 – 16. Januar 2022 7 Wochen | 7                                        | Adele                                    | 30                                           | –                         |
| 17. Januar 2022 – 23. Januar 2022 1 Woche | 1                                        | The Weeknd                               | Dawn FM                                      | –                         |
| 24. Januar 2022 – 6. Februar 2022 2 Wochen | 2                                        | L.A.B.                                   | L.A.B. V                                     | –                         |
| 7. Februar 2022 – 6. März 2022 4 Wochen | 4                                        | (Soundtrack)                             | Encanto (Original Motion Picture Soundtrack) | –                         |
| 7. März 2022 – 13. März 2022 1 Woche | 1                                        | Don McGlashan                            | Bright November Morning                      | –                         |
| 14. März 2022 – 20. März 2022 1 Woche (insgesamt 15) | 15                                       | Olivia Rodrigo                           | Sour                                         | –                         |
| 21. März 2022 – 27. März 2022 1 Woche | 1                                        | Rex Orange County                        | Who Cares?                                   | –                         |
| 28. März 2022 – 3. April 2022 1 Woche (insgesamt 4) | 4                                        | Doja Cat                                 | Planet Her                                   | –                         |
| 4. April 2022 – 10. April 2022 1 Woche | 1                                        | Aldous Harding                           | Warm Chris                                   | –                         |
| 11. April 2022 – 17. April 2022 1 Woche | 1                                        | Red Hot Chili Peppers                    | Unlimited Love                               | –                         |
| 18. April 2022 – 8. Mai 2022 3 Wochen (insgesamt 15) | 15                                       | Olivia Rodrigo                           | Sour                                         | –                         |
| 9. Mai 2022 – 15. Mai 2022 1 Woche | 1                                        | Future                                   | I Never Liked You                            | –                         |
| 16. Mai 2022 – 22. Mai 2022 1 Woche | 1                                        | Jack Harlow                              | Come Home the Kids Miss You                  | –                         |
| 23. Mai 2022 – 29. Mai 2022 1 Woche | 1                                        | Kendrick Lamar                           | Mr. Morale & the Big Steppers                | –                         |
| 30. Mai 2022 – 19. Juni 2022 3 Wochen (insgesamt 8) | 8                                        | Harry Styles                             | Harry’s House                                | –                         |
| 20. Juni 2022 – 26. Juni 2022 1 Woche | 1                                        | BTS                                      | Proof                                        | –                         |
| 27. Juni 2022 – 3. Juli 2022 1 Woche | 1                                        | Drake                                    | Honestly, Nevermind                          | –                         |
| 4. Juli 2022 – 24. Juli 2022 3 Wochen (insgesamt 8) | 8                                        | Harry Styles                             | Harry’s House                                | –                         |
| 25. Juli 2022 – 31. Juli 2022 1 Woche | 1                                        | Tami Neilson                             | Kingmaker                                    | –                         |
| 1. August 2022 – 7. August 2022 1 Woche (insgesamt 8) | 8                                        | Harry Styles                             | Harry’s House                                | –                         |
| 8. August 2022 – 21. August 2022 2 Wochen | 2                                        | Beyoncé                                  | Renaissance                                  | –                         |
| 22. August 2022 – 4. September 2022 2 Wochen (insgesamt 3) | 3                                        | The Weeknd                               | The Highlights                               | –                         |
| 5. September 2022 – 11. September 2022 1 Woche | 1                                        | Muse                                     | Will of the People                           | –                         |
| 12. September 2022 – 18. September 2022 1 Woche | 1                                        | Yungblud                                 | Yungblud                                     | –                         |
| 19. September 2022 – 25. September 2022 1 Woche | 1                                        | Marlon Williams                          | My Boy                                       | –                         |
| 26. September 2022 – 2. Oktober 2022 1 Woche | 1                                        | The Beths                                | Expert in a Dying Field                      | –                         |
| 3. Oktober 2022 – 9. Oktober 2022 1 Woche (insgesamt 3) | 3                                        | The Weeknd                               | The Highlights                               | –                         |
| 10. Oktober 2022 – 16. Oktober 2022 1 Woche | 1                                        | Avantdale Bowling Club                   | Trees                                        | –                         |
| 17. Oktober 2022 – 23. Oktober 2022 1 Woche | 1                                        | Six60                                    | Castle St                                    | –                         |
| 24. Oktober 2022 – 30. Oktober 2022 1 Woche | 1                                        | Red Hot Chili Peppers                    | Return of the Dream Canteen                  | –                         |
| 31. Oktober 2022 – 11. Dezember 2022 6 Wochen (insgesamt 8) | 8                                        | Taylor Swift                             | Midnights                                    | –                         |
| 12. Dezember 2022 – 18. Dezember 2022 1 Woche | 1                                        | Metro Boomin                             | Heroes & Villains                            | –                         |
| 19. Dezember 2022 – 1. Januar 2023 2 Wochen (insgesamt 14) | 14                                       | SZA                                      | SOS                                          | –                         |

## Jahreshitparaden
| ← 2021 ← | Liste der Nummer-eins-Hits in Neuseeland | Liste der Nummer-eins-Hits in Neuseeland        | Liste der Nummer-eins-Hits in Neuseeland | 2023 →   |
| \| Singles \| Position# \| Alben \| \| ---------------------------------------------------------------------------------------------------------------------------------------------------------------------------------------------------------------------------------------------------------------- \| --------- \| ----------------------------------------------- \| \| Cold Heart (Pnau Remix) Elton John & Dua Lipa Dean John Meredith, Andrew John Meecham, Elton John, Bernard John P. Taupin, Nicholas George Littlemore, Peter Bruce Mayes, Samuel David Littlemore \| 1 \| Harry’s House Harry Styles \| \| As It Was Harry Styles Harry Edward Styles, Thomas Edward Percy Hull, Tyler Sam Johnson \| 2 \| Midnights Taylor Swift \| \| Heat Waves Glass Animals David Algernon Bayley \| 3 \| The Highlights The Weeknd \| \| Down Under Luude feat. Colin Hay Colin James Hay, Ronald Graham Strykert \| 4 \| Sour Olivia Rodrigo \| \| Go Cat Burns Catrina Keri Oluwaseun Burns-Temison, George Henry Morgan, Jonah Morgan Stevens, Wille Erik Hugo Tannergaard \| 5 \| Planet Her Doja Cat \| \| In the Air L.A.B. Miharo Boaz Gregory, Joel Charles Shadbolt, Brad Donald Kora, Hiriini Stuart Kora, Arapekanga Hayden Adams-Tamatea \| 6 \| = Ed Sheeran \| \| Shivers Ed Sheeran Edward Christopher Sheeran, Steven McCutcheon, Kal Lavelle, Johnny McDaid \| 7 \| Six60 (1) Six60 \| \| First Class Jack Harlow Douglas Ford, William Adams, Christopher Brian Bridges, Rogét Lufti Chahayed, Stacy Ferguson, Micaiah Abdul Raheem, Jackman Thomas Harlow, Jasper Lee Harris, Jamal F. Jones, José Angel Velazquez, Nickie Jon Pabón, Elvis Williams Jr. \| 8 \| Six60 (3) Six60 \| \| Bad Habits Ed Sheeran Edward Christopher Sheeran, Johnny McDaid, Frederick John Philip Gibson \| 9 \| Shoot for the Stars, Aim for the Moon Pop Smoke \| \| Stay The Kid Laroi & Justin Bieber Omer Fedi, Blake Slatkin, Justin Drew Bieber, Magnus August Høiberg, Michael David Mulé, Subhaan Rahmaan, Isaac John De Boni, Charles Otto Puth Jr., Charlton Kenneth Jeffrey Howard \| 10 \| Rumours Fleetwood Mac \| |                                          |                                                 |                                          |          |
| ← 2021 |                                          |                                                 |                                          | → 2023 → |
| Singles | Position#                                | Alben                                           |                                          |          |
| Cold Heart (Pnau Remix) Elton John & Dua Lipa Dean John Meredith, Andrew John Meecham, Elton John, Bernard John P. Taupin, Nicholas George Littlemore, Peter Bruce Mayes, Samuel David Littlemore | 1                                        | Harry’s House Harry Styles                      |                                          |          |
| As It Was Harry Styles Harry Edward Styles, Thomas Edward Percy Hull, Tyler Sam Johnson | 2                                        | Midnights Taylor Swift                          |                                          |          |
| Heat Waves Glass Animals David Algernon Bayley | 3                                        | The Highlights The Weeknd                       |                                          |          |
| Down Under Luude feat. Colin Hay Colin James Hay, Ronald Graham Strykert | 4                                        | Sour Olivia Rodrigo                             |                                          |          |
| Go Cat Burns Catrina Keri Oluwaseun Burns-Temison, George Henry Morgan, Jonah Morgan Stevens, Wille Erik Hugo Tannergaard | 5                                        | Planet Her Doja Cat                             |                                          |          |
| In the Air L.A.B. Miharo Boaz Gregory, Joel Charles Shadbolt, Brad Donald Kora, Hiriini Stuart Kora, Arapekanga Hayden Adams-Tamatea | 6                                        | = Ed Sheeran                                    |                                          |          |
| Shivers Ed Sheeran Edward Christopher Sheeran, Steven McCutcheon, Kal Lavelle, Johnny McDaid | 7                                        | Six60 (1) Six60                                 |                                          |          |
| First Class Jack Harlow Douglas Ford, William Adams, Christopher Brian Bridges, Rogét Lufti Chahayed, Stacy Ferguson, Micaiah Abdul Raheem, Jackman Thomas Harlow, Jasper Lee Harris, Jamal F. Jones, José Angel Velazquez, Nickie Jon Pabón, Elvis Williams Jr. | 8                                        | Six60 (3) Six60                                 |                                          |          |
| Bad Habits Ed Sheeran Edward Christopher Sheeran, Johnny McDaid, Frederick John Philip Gibson | 9                                        | Shoot for the Stars, Aim for the Moon Pop Smoke |                                          |          |
| Stay The Kid Laroi & Justin Bieber Omer Fedi, Blake Slatkin, Justin Drew Bieber, Magnus August Høiberg, Michael David Mulé, Subhaan Rahmaan, Isaac John De Boni, Charles Otto Puth Jr., Charlton Kenneth Jeffrey Howard | 10                                       | Rumours Fleetwood Mac                           |                                          |          |